# Oak Grove, Arkansas
Oak Grove là một thị trấn thuộc quận Carroll, tiểu bang Arkansas, Hoa Kỳ. Năm 2010, dân số của thị trấn này là 369 người.

## Dân số
- Dân số năm 2000: 376 người.
- Dân số năm 2010: 369 người.